# Pirostilpnita
La pirostilpnita es un mineral de la clase de los minerales sulfuros, y dentro de esta pertenece al llamado “grupo de la proustita”. Fue descubierta en 1832 en una mina de cobre del distrito de Freiberg en los Montes Metálicos, estado de Sajonia (Alemania), siendo nombrada así del griego piros -fuego- y stilpnos -brillante-, en alusión a su resplandor de fuego. Sinónimos poco usados son: feuerblenda, blenda de fuego, pirocrolita o pirocrotita.

## Características químicas
Es un sulfuro con aniones adicionales de antimonio y cationes de plata. El grupo de la proustita en que se encuadra son todos los sulfuros de plata con aniones adiciones de antimonio o arsénico. Es del dimorfo monoclínico de la pirargirita, mineral de igual fórmula química pero que cristaliza en sistema cristalino trigonal.

## Formación y yacimientos
Se forma en vetas hidrotermales de baja temperatura como mineral primario de las últimas etapas de formación hidrotermal.
Suele encontrarse asociado a otros minerales como: pirargirita, stephanita, acantita, plata nativa, miargirita, xantoconita, andorita o fizelyita.

## Usos
De una amplia distribución mundial, es extraída en las minas como mena de plata.